# Ryoichi Kurisawa
Ryoichi Kurisawa (栗澤 僚一 Kurisawa Ryoichi?), född 5 september 1982 i Chiba prefektur, är en japansk fotbollsspelare.
Kurisawa började sin karriär 2004 i FC Tokyo. Han spelade 79 ligamatcher för klubben. Med FC Tokyo vann han japanska ligacupen 2004. 2008 flyttade han till Kashiwa Reysol. Han spelade 217 ligamatcher för klubben. Med Kashiwa Reysol vann han japanska ligan 2011, japanska ligacupen 2013 och japanska cupen 2012. Han avslutade karriären 2018.